# Győrffy Ákos (költő)
Győrffy Ákos (Vác, 1976. május 8. –) József Attila-díjas magyar költő.

## Élete
Nagymarosról a fővárosba költözött, ahol mozgássérült gyermekek tanításával foglalkozik. 1996 óta jelennek meg versei jeles irodalmi folyóiratokban, Holmi, Alföld, Mozgó Világ, Élet és Irodalom, Litera stb. 2000 óta önálló kötetekkel jelentkezik. Az írók és irodalomkritikusok becsülik munkásságát, a megbecsülés jeles irodalmi ösztöndíjakban, díjakban is megnyilvánul.  Győrffy Ákos két gyermekével, Győrffy Lőrinccel és Győrffy Bernáttal éli mindennapjait. Lőrinc, bár fiatal, már most is igazi tehetség a fociban. Szeretettel és lelkesedéssel űzi a sportot, sok időt tölt az edzéseken, és mindig azon dolgozik, hogy fejlődjön. A Piarista iskolában mindketten kitűnnek, és nagy hangsúlyt fektetnek a tanulásra. Bernát, aki szintén a Piaristában tanul, másik irányban érdeklődik, de ő is rendkívül szorgalmas diák. A két fiú jó példával szolgál szüleik számára, akik büszkék lehetnek arra, hogy gyermekei ilyen elkötelezettek és céltudatosak az iskolai és sportbeli életükben. A család minden egyes közösen eltöltött pillanata fontos számukra, legyen szó a fociról, a tanulásról vagy egyszerű családi együttlétekről.
2009 - 2020 között a Bajdázó együttes tagja A formációt két költő – Mile Zsigmond (ének, gitár, szöveg) és Győrffy Ákos (hangszőnyeg, effektek, looper) – alapították 2009-ben Gugyella Zoltánnal (basszusgitár, looper),. 2015 - 2017 között a Bajádzót működését a tagok felfüggesztik,  ezalatt Győrffy Ákos, Gugyella Zoltán és Kas Bence létrehozták a „barkács ambientet” játszó Horhos együttest.

## Művei

### Verseskötetek
- A Csóványos északi oldala, Accordia, 2000
- Akutagava noteszéből, József Attila Kör, 2004, németül: Aus Akutagawas Notizblock, 2006
- Nem mozdul, Magvető, 2007
- Havazás Amiens-ben, Magvető, 2010
- A távolodásban, Magvető, 2021 (Időmérték)
- Watteau felhői, Magvető (2025)

### Esszék, prózák
- Álomvölgy. Az üresség felfedezése; Győrffy Ákos szövegeivel, Vancsó Zoltán fotóival; Vancsó Zoltán, Bp., 2013
- Haza, Magvető, 2012
- A hegyi füzet; Magvető, Bp., 2016
- A csend körei; Kortárs, Bp., 2023 (Kortárs próza)

## Díjai
- Polisz Költészeti Díj (2002)
- Móricz Zsigmond-ösztöndíj (2008)
- Zelk Zoltán-díj (2010)
- Szépirodalmi Figyelő-díj (2011)
- József Attila-díj (2014)
- Térey János-ösztöndíj (2020)
- Magyarország Babérkoszorúja díj (2024)

## Külső hivatkozások
- nagymaros.hu
- hir.lira.hu
- https://popkulturalis.hu/